# 誰のせいでもない
『誰のせいでもない』（だれのせいでもない、原題: Every Thing Will Be Fine）は、2015年のドイツ・カナダ・フランス・スウェーデン・ノルウェー合作のドラマ映画である。監督はヴィム・ヴェンダース、主演はジェームズ・フランコ、シャルロット・ゲンズブール、マリ＝ジョゼ・クローズ、レイチェル・マクアダムスが務めている。

## あらすじ
小説家のトマス（ジェームズ・フランコ）は恋人のサラ（レイチェル・マクアダムス）とともにケベック州の田舎で暮らしている。トマスとの結婚を望むサラと、いまは仕事に集中したいトマスとのあいだには、すれ違いが生じている。雪が降り積もった冬の日、トマスが車で帰路につく途中、2人の少年を乗せたソリが車道に滑りこむ。トマスは急ブレーキをかける。クリストファーは無傷であったが、ニコラスは命を落とす。
事故の数日後、トマスはサラと別れる。彼は酒と薬物に溺れた挙げ句、入院する。退院した後、トマスは事故の記憶に苛まれながらも、小説の執筆に集中して成功を収める。クリストファーとニコラスの母親であるケイト（シャルロット・ゲンズブール）は、罪悪感と喪失感を胸に抱えていたが、束の間、トマスと連絡を取り合う。その後、トマスは編集者のアン（マリ＝ジョゼ・クローズ）と結婚し、連れ子のミナとともに、家庭を築く。
事故から11年が経った頃、16歳になったクリストファー（ロバート・ネイラー）はトマスに手紙を送る。クリストファー自身の言葉によると、彼は問題児で、学校の心理学者からトマスと会ってみるよう勧められたのだという。深夜、クリストファーはトマスの家を訪ねる。2人は静かに言葉を交わし、心を通わせる。翌朝、クリストファーは自転車に乗って学校へ向かう。彼を見送ったトマスは穏やかに微笑むのであった。

## キャスト
- トマス - ジェームズ・フランコ
- ケイト - シャルロット・ゲンズブール
- アン - マリ＝ジョゼ・クローズ
- サラ - レイチェル・マクアダムス
- クリストファー - ロバート・ネイラー（英語版）
- トマスの父 - パトリック・ボーショー
- トマスの担当編集者 - ピーター・ストーメア
- ミナ - ジュリア・サラ・ストーン（英語版）

## 上映
2015年2月10日、第65回ベルリン国際映画祭にて上映された。ドイツでは同年4月2日に一般公開された。日本では2016年11月12日に公開された。

## 評価
Rotten Tomatoesには35件の批評家レヴューがあり、平均値は4.8点、支持率は26%だった。Metacriticには13件の批評家レヴューがあり、平均値は32点だった。